# Rozrost Teokracji
Rozrost Teokracji – ogólnoświatowa seria kongresów (dużych spotkań religijnych) o charakterze międzynarodowym, zorganizowanych przez Świadków Jehowy w 1950 roku.

## Kongres międzynarodowy w Nowym Jorku
Kongres międzynarodowy zorganizowano na Yankee Stadium w Nowym Jorku w dniach od 30 lipca do 6 sierpnia 1950 roku. Najwyższa liczba obecnych wyniosła 123 707 osób, w tym około 10 tys. delegatów z 67 krajów.
30 lipca, w pierwszy dzień kongresów, wydano nowy śpiewnik „Pieśni na chwałę Jehowy”. Program kongresu w Nowym Jorku uwzględniał rozdanie dyplomów 120 absolwentom 15. klasy Szkoły Gilead pochodzących z 32 krajów.
2 sierpnia ogłoszono wydanie pierwszej części Przekładu Nowego Świata – „Chrześcijańskich Pism Greckich” (Nowy Testament). Nathan Knorr zachęcił zgromadzonych na kongresie w Nowym Jorku: Weźcie ten przekład do ręki. Przeczytajcie go, a sprawi wam to zadowolenie. Studiujcie go, ponieważ pomoże wam lepiej zrozumieć Słowo Boże. Udostępniajcie go innym.
Mówcy zachęcali słuchaczy do skupiania się na dziele głoszenia. Pozostawcie tylko to, co absolutnie konieczne, i biegnijcie w wyznaczonym wyścigu – nawoływał jeden z nich.
Thomas J. Sullivan wygłosił przemówienie pt. „Docenianie Bożej dobroci”. Zachęcił wszystkich, którzy mają możliwość, by podjęli pełnoczasową służbę kaznodziejską.
W programie kongresu przewidziano krótkie relacje sług oddziałów, misjonarzy i innych osób o działalności kaznodziejskiej we wszystkich krajach, z których przybyli.
3 sierpnia, w czwartek, myśl przewodnia brzmiała: „Dzień misjonarski”. Carey Barber, późniejszy członek Ciała Kierowniczego, wygłosił wykład dla 3381 kandytatów do chrztu.
W przedostatnim dniu zgromadzenia, 5 sierpnia, Frederick William Franz, wiceprezes Towarzystwa Strażnica, wygłosił przemówienie „Nowe systemy rzeczy” wyjaśniając, kim są „książęta” z Ps 45:16. Swoje przemówienie zakończył zachętą: A zatem wszyscy stale podążajmy naprzód jako społeczeństwo Nowego Świata!.
W ostatnim dniu, 6 sierpnia, 123 707 osób (87 195 na stadionie, 25 215 w pobliskich namiotach i 11 297 w miasteczku kempingowym) wysłuchało wykładu Czy możesz żyć na zawsze w szczęściu na ziemi?. Zwrócono uwagę na wzrost liczby głosicieli. Przewodniczący zgromadzenia Grant Suiter oświadczył: Chwała za ten nowy wzrost liczebny należy się Jehowie. Tak być powinno i nie chcemy, żeby było inaczej.
Począwszy od wydania z 15 sierpnia 1950 roku, które ukazało się na kongresie pod hasłem „Rozrost Teokracji”, czasopismo „Strażnica Zwiastująca Królestwo Jehowy” ma inną stronę tytułową, zawiera kolorowe ilustracje i zwiększyła objętość z 16 do 32.
Kwatery dla uczestników organizował Richard E. Abrahamson. Wielu uczestników zatrzymało się w domach prywatnych i w hotelach. Mimo to przeszło 13 tysięcy osób musiało zamieszkać w miasteczku kempingowym, około 65 km od Nowego Jorku.
Napływ około 10 tys. obcokrajowców zaalarmował Urząd Imigracyjny, który zastosował wobec nich środki dyskryminujące. Później na kongresie zaprotestowało przeciw takim poczynaniom.
Urządzono bar samoobsługowy, w którym była żywność dla uczestników kongresu.
Program był transmitowany przez rozgłośnię WBBR.

## Pozostały kongresy na świecie
Poza tym seria kongresów odbyła się na wszystkich kontynentach.
W Haiti odbył się pierwszy w historii kongres w tym kraju. Uczestniczyło w nim 474 osób, w tym 86 miejscowych Świadków Jehowy.
W Kostaryce odbył się kongres ogólnokrajowy z udziałem ponad 300 obecnych.
Na Kubie kongres zorganizowano w Hawanie, uczestniczyło w nim 7820 osób.
W Niemczech kongresy odbyły się w Berlinie Zachodnim (29 września–1 października), Hamburgu (22–24 września, Ausstellungspark Planten un Blomen) i Frankfurcie nad Menem (19–22 października, Auf dem Messegelände). Na kongresach kilkakrotnie przemawiał Erich Frost.
W Wielkiej Brytanii kongres odbył się w Londynie (21–24 września, Harringay Arena).
We włoskim Mediolanie (Teatro dell’Arte, 27–29 października) zgromadziło się około 1000 osób.

## Ważne punkty programu
- Wykład publiczny: Czy możesz żyć na zawsze w szczęściu na ziemi?
- Rezolucja: „Prawdziwe chrześcijaństwo nie toruje drogi do powstania i rozwoju ateistycznego komunizmu”[18]

## Kampania informacyjna
W miastach kongresowych zorganizowano kampanię informacyjną, polegającą na rozpowszechnianiu specjalnych zaproszeń na zgromadzenia. Niedzielne przedpołudnie kongresów przeznaczono na działalność kaznodziejską (w programie kongresów międzynarodowych były to dwa przedpołudnia).